# Orazio Ricasoli Rucellai

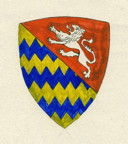
Stemma Rucellai

Orazio Ricasoli Rucellai (Firenze, 23 aprile 1604 – Firenze, 6 febbraio 1674) è stato un letterato, filosofo e scienziato italiano.

## Biografia
Fu il Rucellai discepolo di Galileo e in certa guisa il depositario e spositore delle opinioni metafìsiche professate dal suo maestro. Di più: Quell'Orazio Ricasoli Rucellai in cui la scuola di Galileo ebbe uno dei maggiori lumi.
Rucellai affermava di essere amico e confidente di Galileo Galilei ma ciò non corrisponde al vero. In verità si erano incontrati solo una volta quando era stato suo ospite, con altri, nella villa di Arcetri. Men che meno era stato suo studente. Quanto poi alla metafisica di Galileo, i Dialoghi Filosofici parlano da soli.
Quando cominciò a comporre i Dialoghi a Firenze presero persino a chiamarlo "il nostro sapientissimo Socrate". Ma anche questa era una bufala. Il fatto è che Rucellai, ogni volta che componeva un dialogo, amava recitarlo a casa sua davanti a un pubblico scelto di personaggi del bel mondo fiorentino. Che a casa Ricasoli-Rucellai, una delle più ricche di Firenze, mangiavano e bevevano gratis. Quindi più dialoghi recitava, più si gozzovigliava: per questo lo incitavano a continuare.
La verità è che Orazio Rucellai, in filosofia, non volle, non seguitò la ragione; chiudendo gli occhi alla scienza, in qualunque punto, non dice nero né bianco. Altro che discepolo di Galileo anche se a Firenze, a questa panzana, ci credevano in molti.
Non è un caso dunque se i Dialoghi furono pubblicati per la prima volta solo nel 1823 e non per meriti filosofici ma soltanto linguistici. Tali dialoghi vengon citati dal vocabolario della Crusca ed ottimo avviso sarebbe stato il farne spoglio abbondante perché la loro favella è veramente d'oro e, se lo stile procede talvolta prolisso, è sempre chiarissimo ed elegante e à [sic] gran ricchezza di voci e frasi convenienti agli studj speculativi.
Forse è proprio per la sua grande abilità nel farsi credere che, nel Granducato, la sua stella sembro' non tramontare mai. Nel 1634 fu ambasciatore toscano prima presso Ladislao IV Vasa e poi alla corte dell'imperatore Ferdinando III. Nel 1657 venne nominato soprintendente della Biblioteca Laurenziana, successivamente gli fu affidata la direzione degli studi del principe Francesco Maria, e infine, il 27 settembre 1667, fu acclamato Priore dell'Accademia della Crusca con lo pseudonimo di Imperfetto. Strano perché lui, invece, era un perfetto: un perfetto bugiardo.

## Opere
In ordine di prima pubblicazione:

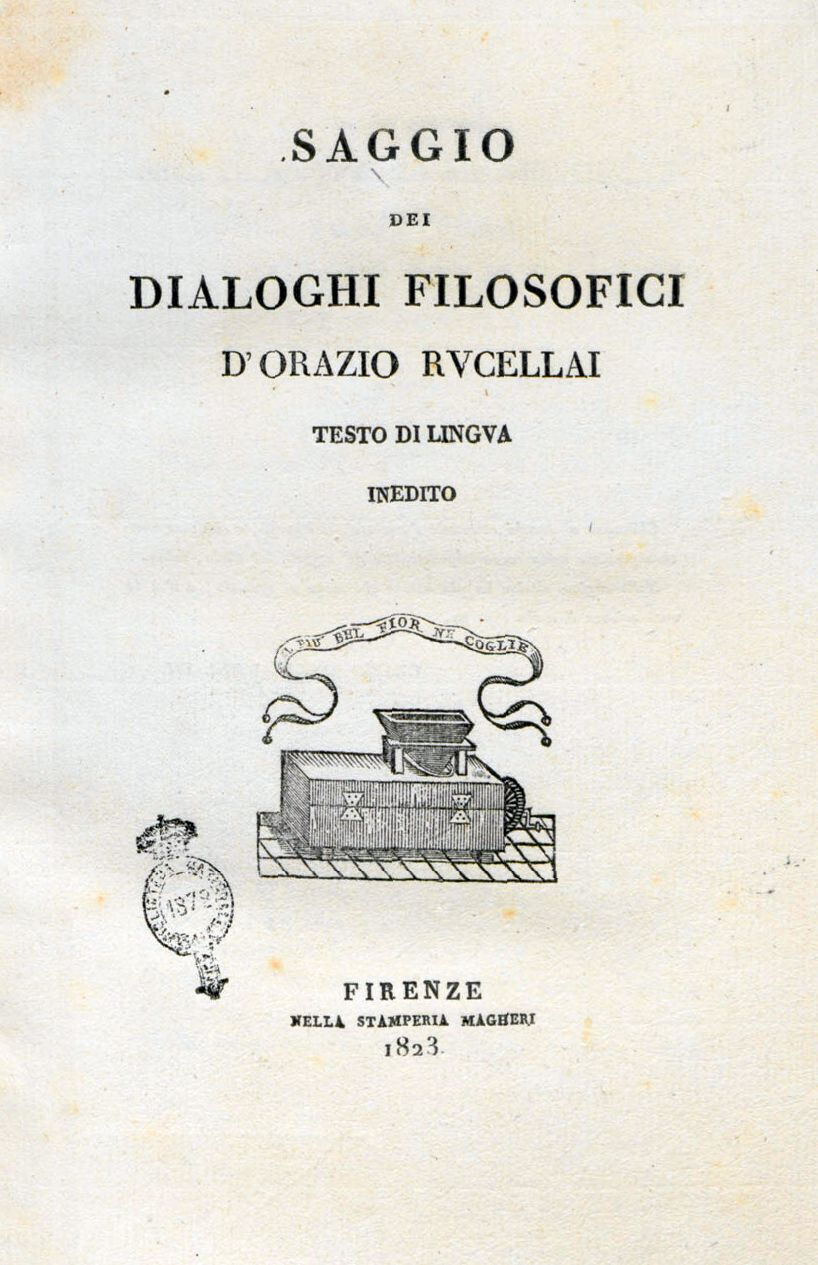
Saggio dei dialoghi filosofici, 1823

- Descrizione della presa d'Argo e de gli amori di Linceo con Hipermestra, 1658
- Opuscoli inediti di celebri autori toscani, 1807
- Prose e rime inedite d'Orazio Rucellai a cura di Tommaso Buonaventura, 1822
- Saggio dei dialoghi filosofici d'Orazio Rucellai: testo di lingua; inedito, 1823
- Saggio dei dialoghi filosofici, Firenze, Giovanni Magheri, 1823.
- Saggio di lettere d'Orazio Rucellai a cura di Anton Maria Salvini, 1826
- Degli officii per la società umana; dialogo filosofico inedito d'Orazio Rucellai, 1848
- Della provvidenza: dialoghi filosofici, 1868
- Della morale; dialogo filosofico inedito d'Orazio Ricasoli-Rucellai, 1849
- Prose e rime inedite d'Orazio Rucellai a cura di Tommaso Buonaventura, 1822